# Тхоржевский, Владимир Филиппович
 Влади́мир Фили́ппович Тхорже́вский  (1841 — 26 февраля 1905) — русский государственный деятель, Сувалкский и Люблинский губернатор, тайный советник.

## Биография
Родился в 1841 году в дворянской семье.
Окончил 2-ю Одесскую гимназию (1859) и Московский университет со степенью кандидата (1864). По окончании университета 10 ноября 1864 года был определён на службу в статс-секретариат Царства Польского сверх штата, с откомандированием для занятии в учредительный комитет, затем причислен для занятий при Красноставской комиссии по крестьянским делам. В следующем году назначен комиссаром в эту комиссию, а в 1867 году — комиссаром Замостьевского уезда Люблинской губернии.
В 1871 году был причислен к Министерству внутренних дел, в 1880 году назначен непременным членом Ломжинского губернского по крестьянским делам присутствия. Со 2 июля 1882 года — в чине действительного статского советника. В 1883 году назначен был петроковским вице-губернатором. Затем занимал посты сувалкского (1885—1886) и люблинского (1886—1905) губернатора. В 1894 году, 30 августа, пожалован чином тайного советника. Был награждён орденами: Св. Владимира  3-й степени (1885), Св. Станислава 1-й степени (1888), Св. Анны 1-й степени (1891).